# Eiben bei Weißdorf
Eiben bei Weißdorf ist ein Gemeindeteil der Gemeinde Weißdorf im Landkreis Hof (Oberfranken, Bayern). Eiben bei Weißdorf liegt in der Gemarkung Weißdorf.

## Geographie
Der Weiler liegt auf freier Flur nördlich der Sächsischen Saale. Ein Gemeindestraße führt nach Weißdorf zur Bundesstraße 289 (1 km nordöstlich).

## Geschichte
Der Ort wurde im Jahr 1333 als „Eyben“ erstmals urkundlich erwähnt.
Von 1797 bis 1810 unterstand Eiben bei Weißdorf dem Justiz- und Kammeramt Münchberg. Infolge des Ersten Gemeindeedikts wurde Eiben bei Weißdorf dem 1812 gebildeten Steuerdistrikt Weißdorf und der zugleich entstandenen  Ruralgemeinde Weißdorf zugewiesen.

### Ehemaliges Baudenkmal
- Haus Nr. 112: Eingeschossiger Wohnstallbau mit strohgedecktem Satteldach, um 1800; Giebel verschalt. Die ebenfalls mit Stroh gedeckte Frackdachscheune bezeichnet „1790“.[8]

### Einwohnerentwicklung
| Jahr      | 1812  | 1819   | 1861   | 1871   | 1885   | 1900   | 1925   | 1950   | 1961   | 1970   | 1987  |
| Einwohner | *     | *      | 23     | 25     | 17     | 16     | 10     | 10     | 15     | 21     | 11    |
| Häuser    | *     |        |        |        | 3      | 3      | 2      | 2      | 3      |        | 3     |
| Quelle    | [ 6 ] | [ 10 ] | [ 11 ] | [ 12 ] | [ 13 ] | [ 14 ] | [ 15 ] | [ 16 ] | [ 17 ] | [ 18 ] | [ 1 ] |

## Religion
Eiben bei Weißdorf ist bis heute nach St. Maria (Weißdorf) gepfarrt und seit der Reformation evangelisch-lutherisch geprägt.